# Masny
Masny (Aussprache [maˈni], niederländisch Malni)  ist eine französische Stadt mit 4028 Einwohnern (Stand: 1. Januar 2022) im Département Nord in der Region Hauts-de-France. Sie gehört zum Arrondissement Douai und ist Mitglied im Gemeindeverband Communauté d’agglomération Cœur d’Ostrevent. Die Einwohner werden Masnysiens und Masnysiennes genannt.

## Geographie
Die Stadt Masny liegt etwa acht Kilometer ostsüdöstlich von Douai in der Landschaft Ostrevent und im Nordfranzösischen Kohlerevier. Zu Masny zählen die ehemaligen Bergarbeitersiedlungen Cité du Blanc Cul, Cité Vuillemin, Cité du Champ Fleutie und Cité Saint-Robert (teilweise). Umgeben wird Masny von den Nachbargemeinden Pecquencourt im Norden, Écaillon im Osten, Auberchicourt im Südosten, Erchin und Monchecourt im Süden, Lewarde im Südwesten, Loffre im Westen und Montigny-en-Ostrevent im Nordwesten.

## Bevölkerungsentwicklung
| Jahr      | 1962 | 1968 | 1975 | 1982 | 1990 | 1999 | 2006 | 2012 | 2020 |
| Einwohner | 4158 | 4554 | 4304 | 4485 | 4688 | 4571 | 4497 | 4176 | 4080 |

## Sehenswürdigkeiten
- Kirche Saint-Martin, 1780 wieder errichtet an der Stelle der früheren Kirche, 1865 erneute Rekonstruktion
- Schloss Masny, errichtet um 1337 für Wauthier de Mauny, während der Revolutionsjahre zur Ruine verkommen, erhalten ist nur noch der Turm
- Zeche Vuillemin, heute als Gewerbezentrum umgenutzt
- Moschee

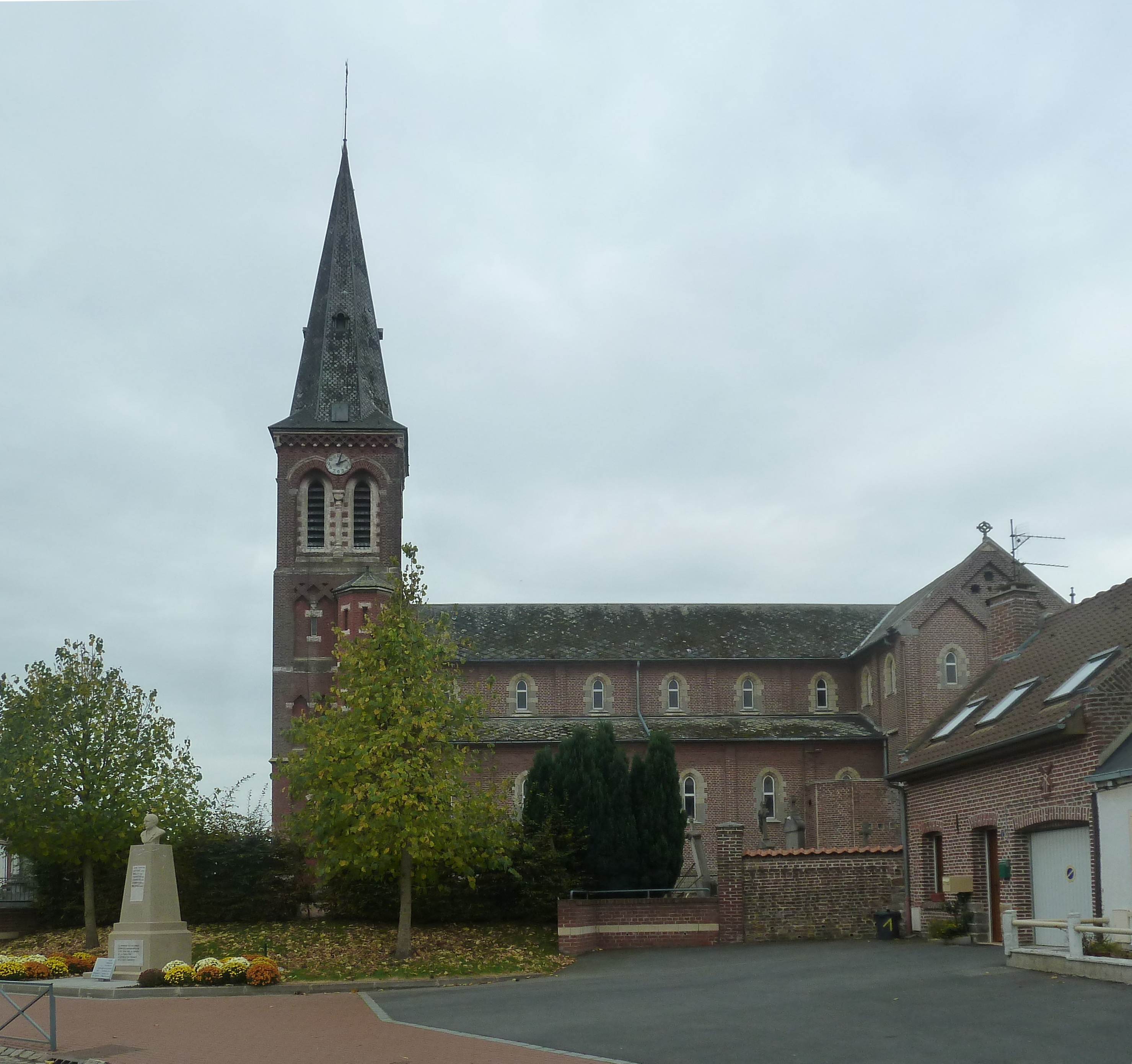
Kirche Saint-Martin
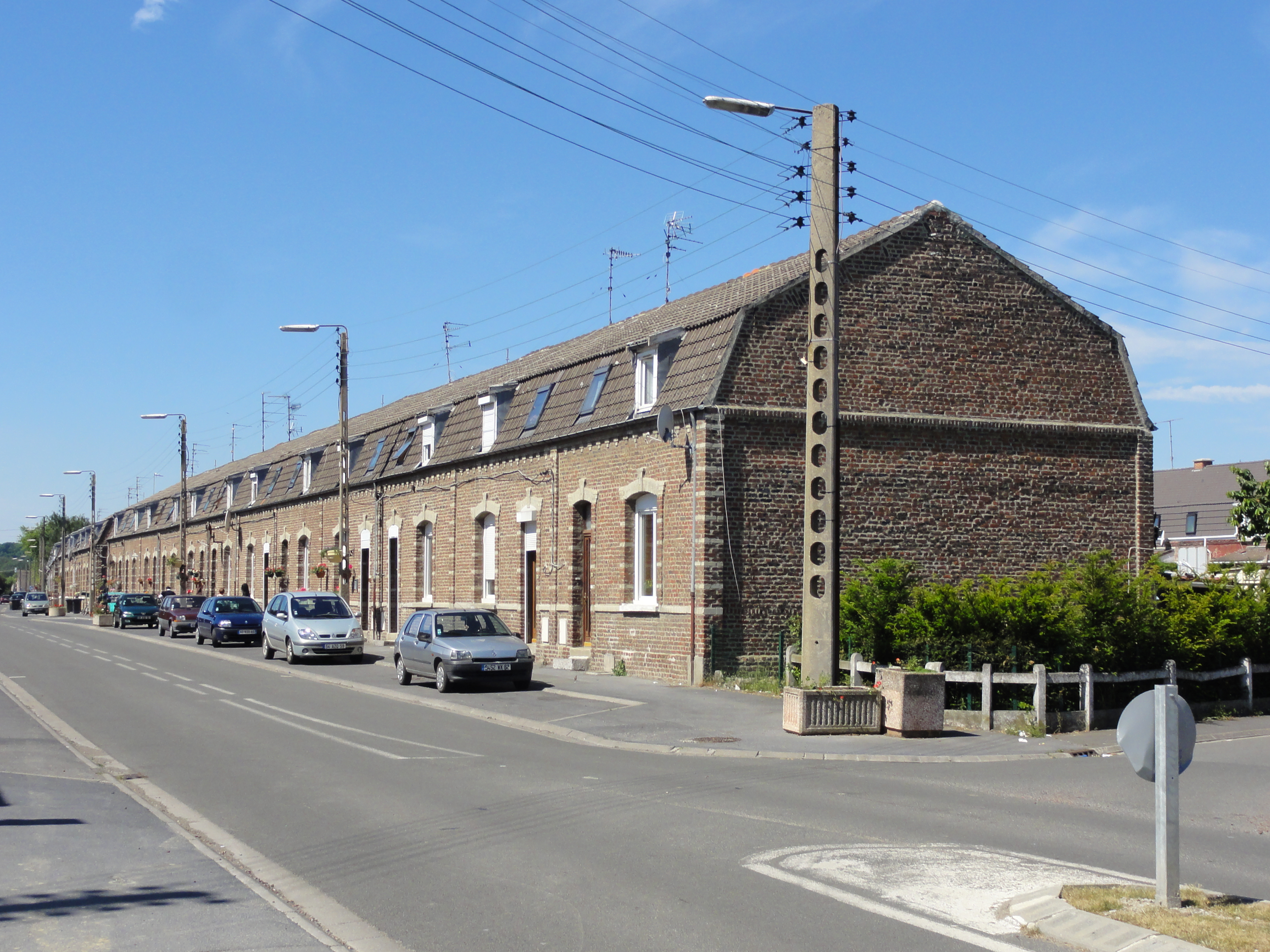
Bergarbeiterhäuserzeile i n der Cité Vuillemin
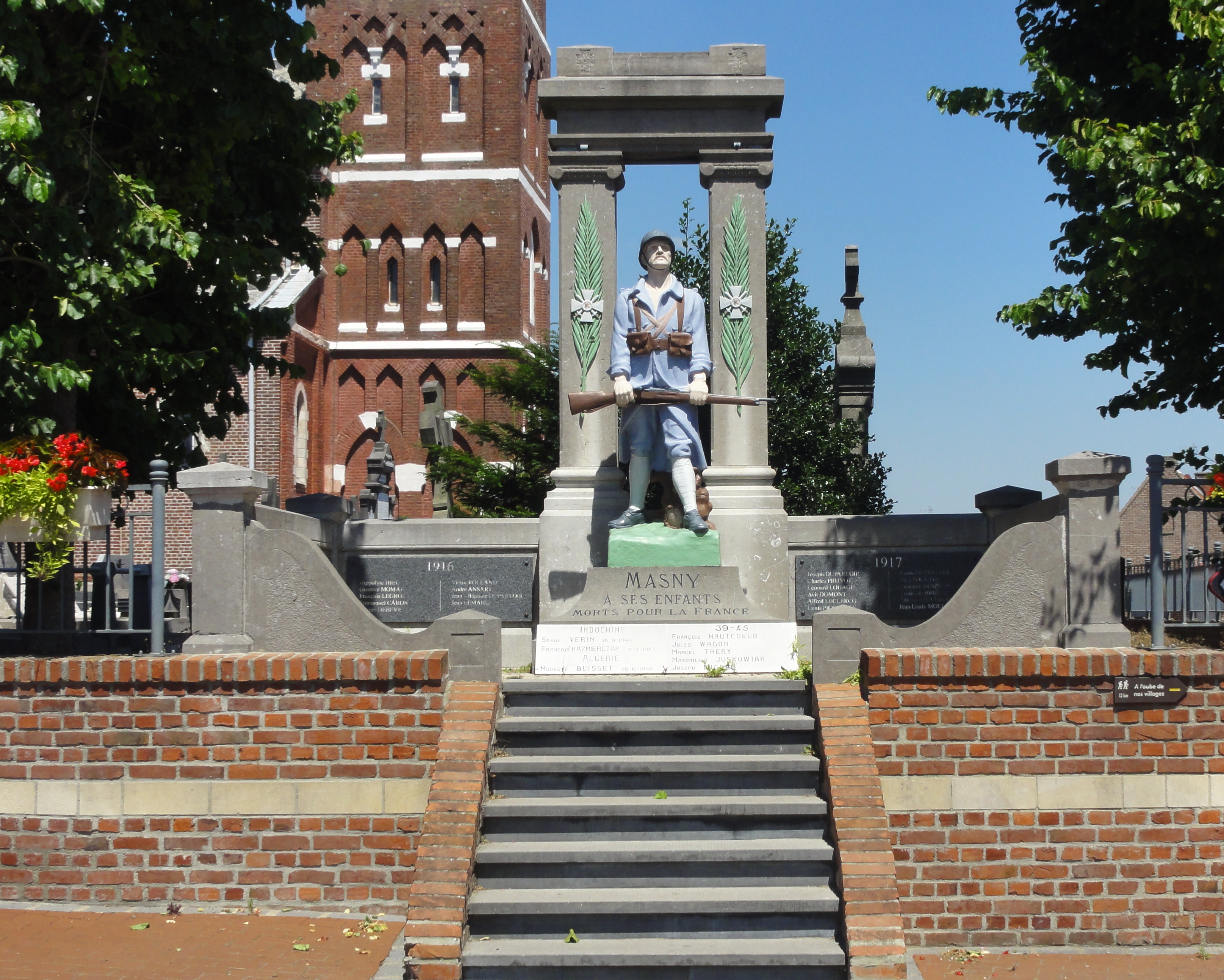
Gefallenendenkmal
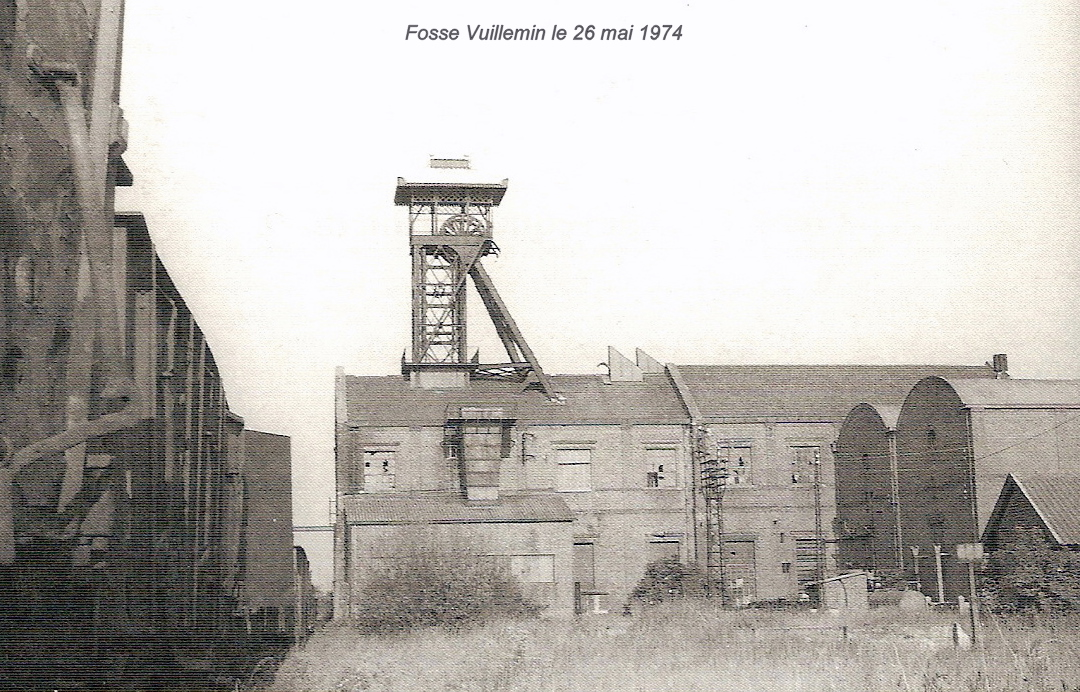
Zeche Vuillemin 1974

## Persönlichkeiten
- Walter Mauny, 1. Baron Mauny (um 1310–1372), Militär während des Hundertjährigen Kriegs